# Brakwatergrondel
De brakwatergrondel (Pomatoschistus microps) is een straalvinnige vissensoort uit de familie van grondels (Gobiidae). De wetenschappelijke naam van de soort is voor het eerst geldig gepubliceerd in 1838 door Krøyer.

## Voorkomen
De soort komt voor in het oosten van de Atlantische Oceaan van Noorwegen tot Marokko, inclusief de Oostzee en het westen van de Middellandse Zee en in Mauritanië en de Canarische Eilanden. In de Waddenzee komt hij veelvuldig voor.